# Entrichella
Entrichella is een geslacht van vlinders uit de familie wespvlinders (Sesiidae), onderfamilie Tinthiinae.
Entrichella is voor het eerst wetenschappelijk beschreven door Bryk in 1947. De typesoort is Entrichella pogonias.

## Soorten
Entrichella omvat de volgende soorten:
- Entrichella constricta (Butler, 1878)
- Entrichella erythranches (Meyrick, 1926)
- Entrichella esakii (Yano, 1960)
- Entrichella fusca (Xu & Liu, 1992)
- Entrichella gorapani (Arita & Gorbunov, 1995)
- Entrichella hreblayi Petersen, 2001
- Entrichella issikii (Yano, 1960)
- Entrichella leiaeformis (Walker, 1856)
- Entrichella linozona (Meyrick, 1926)
- Entrichella meilinensis (Xu & Liu, 1993)
- Entrichella pogonias Bryk, 1947
- Entrichella simifusca (Xu & Liu, 1993)
- Entrichella tricolor Kallies & Arita, 2001
- Entrichella trifasciata (Yano, 1960)
- Entrichella yakushimaensis (Arita, 1993)